# Słup (powiat działdowski)
Słup – wieś sołecka w Polsce położona w województwie warmińsko-mazurskim, w powiecie działdowskim, w gminie Lidzbark. Oddalona od Lidzbarka 7 km, na trasie Lidzbark-Nowe Miasto Lubawskie. Od północy sąsiaduje z wsią Boleszyn, jest od niej oddalona o 5 km, od południa z wsią Wlewsk oddaloną o 3 km, z zachodu z wsią Zalesie oddaloną o 2 km. Natomiast 3 km na wschód znajduje się miejscowość wypoczynkowa Kurojady.
Przez wieś przebiega droga powiatowa łącząca Lidzbark z Nowym Miastem Lubawskim.
W latach 1975–1998 miejscowość położona była w województwie ciechanowskim.